# شورای سیاسی زنان
شورای سیاسی زنان (به انگلیسی: Women's Political Council (WPC)) سازمانی بود که در سال ۱۹۴۶ به‌عنوان یک نیروی اولیۀ فعال در جنبش حقوق مدنی برای رسیدگی به مسائل نژادی در مانتگامری در آلاباما تشکیل شد. مری فیر برکس، جو آن رابینسون، ماد بالو، ایرنه وست، تلما گلاس و یورتا آدر از جمله اعضای آن بودند.
شورای سیاسی زنان اولین گروهی بود که در جریان تحریم اتوبوس‌های مونتگمری، که از دسامبر ۱۹۵۵ آغاز شد، رسماً خواستار تحریم سیستم اتوبوسرانی شد. این گروه در اوایل دهۀ ۱۹۵۰ تلاش‌هایی را برای تضمین رفتار بهتر با مسافران سیاه‌پوست اتوبوس رهبری کرد و در دسامبر ۱۹۵۵ تحریم سیزده ماهۀ اتوبوس‌ها را آغاز کرد.
 آن‌ها به سازماندهی ارتباطات برای شروع این اعتصاب و همچنین حمایت از آن کمک کردند، از جمله افرادی که اتوبوس‌ها را تحریم می‌کردند را سوار می‌کردند. آمریکایی‌های آفریقایی‌تبار مانتگامری بیش از یک سال از این تحریم حمایت کردند. این تحریم در اواخر دسامبر ۱۹۵۶، پس از آن پایان یافت که دادگاه عالی ایالات متحده در مورد Browder v. Gayle رأی داد که قوانین ایالتی و محلی برای تفکیک اتوبوس‌ها مغایر با قانون اساسی است، و به این ایالت دستور داد که تفکیک حمل و نقل عمومی را لغو کند.